# Стенжица (гмина, Поморское воеводство)
Стенжица (пол. Stężyca) — сельская гмина (волость) в Польше, входит как административная единица в Картузский повет, Поморское воеводство. Население — 8537 человек (на 2004 год).

## Демография
| Перепись                       | Всего   | Всего | Женщины | Женщины | Мужчины | Мужчины |
| ------------------------------ | ------- | ----- | ------- | ------- | ------- | ------- |
| Единицы                        | человек | %     | человек | %       | человек | %       |
| Население                      | 8537    | 100   | 4198    | 49,2    | 4339    | 50,8    |
| Плотность населения (чел./км²) | 53,3    | 53,3  | 26,2    | 26,2    | 27,1    | 27,1    |

## Соседние гмины
1. Гмина Хмельно
2. Гмина Картузы
3. Гмина Косцежина
4. Гмина Сераковице
5. Гмина Сомонино
6. Гмина Суленчино